# NHL 1966/67
Die NHL-Saison 1966/67 war die 50. Spielzeit in der National Hockey League. Sechs Teams spielten jeweils 70 Spiele. Den Stanley Cup gewannen die Toronto Maple Leafs nach einem 4:2-Erfolg in der Finalserie gegen die Montréal Canadiens und waren mit einem Altersschnitt von 31,4 Jahren der älteste Cup-Gewinner. Das letzte Jahr der „Original Six“ Ära war gleichzeitig das erste Jahr von Bobby Orr. Als erster offensiver Verteidiger revolutionierte er das Spiel.

## Reguläre Saison

### Abschlusstabelle
Abkürzungen: W = Siege, L = Niederlagen, T = Unentschieden, GF= Erzielte Tore, GA = Gegentore, Pts = Punkte
|                     | W  | L  | T  | GF  | GA  | Pts |
| ------------------- | -- | -- | -- | --- | --- | --- |
| Chicago Blackhawks  | 41 | 17 | 12 | 264 | 170 | 94  |
| Montréal Canadiens  | 32 | 25 | 13 | 202 | 188 | 77  |
| Toronto Maple Leafs | 32 | 27 | 11 | 204 | 211 | 75  |
| New York Rangers    | 30 | 28 | 12 | 188 | 189 | 72  |
| Detroit Red Wings   | 27 | 39 | 4  | 212 | 241 | 58  |
| Boston Bruins       | 17 | 43 | 10 | 182 | 253 | 44  |

### Beste Scorer
Abkürzungen: GP = Spiele, G = Tore, A = Assists, Pts = Punkte
| Spieler        | Team       | GP | G  | A  | Pts |
| -------------- | ---------- | -- | -- | -- | --- |
| Stan Mikita    | Chicago    | 70 | 35 | 62 | 97  |
| Bobby Hull     | Chicago    | 66 | 52 | 28 | 80  |
| Norm Ullman    | Detroit    | 68 | 26 | 44 | 70  |
| Kenny Wharram  | Chicago    | 70 | 31 | 34 | 65  |
| Gordie Howe    | Detroit    | 69 | 25 | 40 | 65  |
| Bobby Rousseau | Montreal   | 68 | 19 | 44 | 63  |
| Phil Esposito  | Chicago    | 69 | 21 | 40 | 61  |
| Phil Goyette   | NY Rangers | 70 | 12 | 49 | 61  |
| Doug Mohns     | Chicago    | 61 | 25 | 35 | 60  |
| Henri Richard  | Montreal   | 65 | 21 | 34 | 55  |

## Stanley-Cup-Playoffs
|  | Halbfinale | Halbfinale            | Halbfinale |  |  | Stanley-Cup-Finale | Stanley-Cup-Finale    | Stanley-Cup-Finale |
|  |            |                       |            |  |  |                    |                       |                    |
|  |            |                       |            |  |  |                    |                       |                    |
|  | 1          | Chicago Black Hawks   | 2          |  |  |                    |                       |                    |
|  | 3          | Toronto Maple Leafs   | 4          |  |  |                    |                       |                    |
|  |            |                       |            |  |  | 3                  | Toronto Maple Leafs   | 4                  |
|  |            |                       |            |  |  | 2                  | Canadiens de Montréal | 2                  |
|  | 2          | Canadiens de Montréal | 4          |  |  |                    |                       |                    |
|  | 4          | New York Rangers      | 0          |  |  |                    |                       |                    |
|  |            |                       |            |  |  |                    |                       |                    |

## NHL-Auszeichnungen
| Art Ross Trophy:              | Stan Mikita, Chicago Blackhawks                  |
| Calder Memorial Trophy:       | Bobby Orr, Boston Bruins                         |
| Hart Memorial Trophy:         | Stan Mikita, Chicago Blackhawks                  |
| Lady Byng Memorial Trophy:    | Stan Mikita, Chicago Blackhawks                  |
| Vezina Trophy:                | Glenn Hall und Denis DeJordy, Chicago Blackhawks |
| James Norris Memorial Trophy: | Harry Howell, New York Rangers                   |